# Battle Stone von Mortlach
Der Battle Stone von Mortlach ist eine Cross Slab bzw. ein piktischer Symbolstein der Class II aus grünem Schiefer, der wahrscheinlich in die Mitte des 11. Jahrhunderts datiert. Der Stein ist etwa 1,75 Meter hoch und 0,56 m breit. Er befindet sich im untersten Teil des Friedhofs der Mortlach Kirk südlich von Dufftown in Banffshire in Schottland. Er soll an den Sieg von Malcolm II. über die Dänen in der Schlacht von Barry, bei Carnoustie im Jahr 1010 erinnern.
Der Stein zeigt auf der einen Seite ein christliches Keltenkreuz, das mit Spiralmustern verziert ist, ein Paar Fischmonster und ein Tier (Widder) und auf der anderen Seite piktische Symbole, einen Hund, einen Vogel (Adler), eine Schlange, einen Stierkopf und einen Reiter. Der Stein ist sehr abgewittert und mit Flechten bedeckt. Das Kreuz ist leicht zu erkennen, aber der Rest der Schnitzereien ist schwer zu sehen.
Der Schlachtenstein ist einer von zwei piktischen Symbolsteinen in Mortlach. Der andere, wahrscheinlich ältere, (Mortlach 2 - 7. Jahrhundert) wurde 1925 liegend in einer Tiefe von etwa 2,0 m, etwa 9,0 m nordwestlich von Mortlach 1, gefunden. Die Schnitzerei befand sich auf der Unterseite und der Stein wurde beim Entfernen in fünf Teile zerbrochen. Der 1,8 m hohe 0,56 m breite und 0,25 m dicke Stein steht im Vorraum der Kirche. Die Platte ist auf einer Breitseite mit dem Pictish Beast über einem des S-förmigen Symbol eingeschnitten.
Etwa 14 km westlich gibt es vier weitere Steine ähnlicher Art, die Symbolsteine von Inveravon.